# الوعد (رواية)
الوعد هي إحدى روايات الروائية الأمريكية دانيال ستيل (بالإنجليزية The Promise) وهي من الروايات الرومانسية.

## نبذة قصيرة
تدور أحداث الرواية عن مهندس معماري وفنانة يقرران الزواج ضد رغبة والدته الغنية ويحدث حادث مروع قبل زفافهما بدقائق يمنعهما من اتمام الزفاف. يمضي كل منهما في حياته هو في نيويورك وهي في كاليفورنيا لكنهما عندما يلتقيان مرة أخرى لا يستطيع أيا كان أن يفرقهما لأنهما قد تعاهدا غلى ألا يفترقان أبداً.